# Kanyabututsi
Kanyabututsi är ett vattendrag i Burundi.   Det ligger i provinsen Muyinga, i den centrala delen av landet, 100 kilometer öster om huvudstaden Bujumbura.
Omgivningarna runt Kanyabututsi är en mosaik av jordbruksmark och naturlig växtlighet. Runt Kanyabututsi är det ganska tätbefolkat, med 192 invånare per kvadratkilometer.